# Amedeo II di Ginevra
Amedeo (Amadeo in spagnolo, Amédée in francese, Amadeus in tedesco e in inglese; circa 1250 – Vulbens, 22 maggio 1308) fu conte di Ginevra dal 1280 sino alla sua morte.

## Origine
Secondo Le Grand dictionnaire historique, Volume 5, Amedeo era il figlio terzogenito del Conte di Ginevra, Rodolfo e della moglie, Maria de la Tour du Pin † dopo il 1266), figlia di Alberto III de la Tour du Pin , appartenente alla potente famiglia del Delfinato; il contratto di matrimonio è riportato nel documento n° 141 del Peter der Zweite, Graf von Savoyen, Markgraf in Italien, Volume 4, come conferma anche il documento n° REG 0/0/1/737 degli Archives de l'Abbaye de Saint-Maurice.

Secondo il documento n° XXXVIII delle Preuves delle Mémoires et documents publiés par la Société d'histoire et d'archeologie, Volume 4, Rodolfo di Ginevra era il figlio primogenito del Conte di Ginevra, Guglielmo II e della sua seconda moglie, Alice, come conferma anche Le Grand dictionnaire historique, Volume 5, che cita Alice come appartenente alla potente famiglia del Delfinato, de la Tour du Pin, forse figlia di Alberto II. Lo storico Matthieu De La Corbière ritiene tuttavia che Alice appartenesse alla famiglia dei signori di Faucigny.

## Biografia
Suo padre, Rodolfo morì il 29 maggio 1265 e suo fratello primogenito, Aimone, gli succedette (Aimone II, conte di Ginevra), come da documento n° REG 0/0/1/986 degli Archives de l'Abbaye de Saint-Maurice.
Suo padre, Rodolfo, morendo lasciò ai figli, un debito di circa 10.000 marchi d'argento (parte della somma da pagare, concordata nel 1237, come da documenti degli Archives de l'Abbaye de Saint-Maurice n° REG 0/0/1/708 e n° 716) nei confronti di Pietro II di Savoia, che nel 1268, condonò 2.000 marchi, come da testamento di Pietro II riportato nel documento n° REG 0/0/1/1028 degli Archives de l'Abbaye de Saint-Maurice.
Suo fratello, Aimone II, il 18 novembre 1280, secondo il documento n° REG 0/0/1/1170 degli Archives de l'Abbaye de Saint-Maurice fece testamento, lasciando eredi le sue due figlie, ma rimettendosi alla decisione degli esecutori testamentari di lasciare la contea ad uno dei suoi fratelli, purché le sue due figlie fossero ben maritate e ricevessero una dote; inoltre, oltre diversi lasciti, stabiliva che la sua seconda moglie, Costanza di Béarn potesse continuare a vivere nella contea di Ginevra

Aimone II morì in quello stesso giorno, il 18 novembre 1280, come viene confermato dal documento n° REG 0/0/1/1171 degli Archives de l'Abbaye de Saint-Maurice e gli succedette Amedeo, come Amedeo II, conte di Ginevra, che già il 22 novembre ricevette un omaggio.

Blasone adottato da Amedeo II di Ginevra, a partire dal 1288

Nel 1282, Amedeo, secondo il documento n° REG 0/0/1/1182 degli Archives de l'Abbaye de Saint-Maurice fece un trattato con Beatrice di Faucigny ed il di lei figlio, Giovanni I del Viennois, in quanto eredi di Pietro II di Savoia, che portò alla restituzione di alcuni beni al conte di Ginevra, Amedeo II, come conferma il documento n° REG 0/0/1/1183 degli Archives de l'Abbaye de Saint-Maurice.
Nel 1286, sua nipote, Contessa, figlia di Aimone II, col marito, Giovanni di Vienne, signore di Roulans e Mirebel, secondo il documento n° 1239 del Regeste genevois, rese omaggio a Amedeo II.
Durante il governo di Amedeo II, i rapporti con i conti di Savoia furono conflittuali, sin dall'inizio, con conseguenti guerre, tregue e pacificazioni, come si può dedurre dagli Archives de l'Abbaye de Saint-Maurice:
- nel 1286, il conte di Savoia, Amedeo V, ed il fratello, Luigi, riconosciuto Barone di Vaud, si rappacificarono tra loro e con tutti i loro vicini ad eccezione del conte di Ginevra, Amedeo II e del delfino del Viennois e conte di Albon, Umberto I de la Tour-du-Pin[16].
Amedeo II e Umberto I de la Tour-du-Pin ratificarono una tregua con Amedeo V di Savoia[17]
- nel 1291, fu siglata una pace con Amedeo V di Savoia[18], dopo che il papa Nicola IV aveva rilasciato una dispensa per permettere il matrimonio di Guglielmo, erede di Amedeo II con Beatrice (1281-prima del 1294), figlia undicenne di Amedeo V[19].
- nel dicembre 1293, fu ancora siglata una pace con Amedeo V di Savoia e redatto un trattato che prevedeva un omaggio di Amedeo II ai Savoia[20]; l'omaggio venne dato, nel gennaio successivo al figlio di Amedeo V, il giovane, Edoardo[21], di circa 10 anni.

Nel 1296, sua nipote, Giovanna, figlia di Aimone II, col marito, Philippe di Vienne, signore di Pagny, secondo il documento n° 1406 del Regeste genevois, rinunciava ad ogni rivendicazione sulla contea di Ginevra in cambio di 2000 lire di Vienne e una rendita annuale di 200 lire, da parte dello zio, il conte Amedeo II.

L'altra nipote, Contessa, sempre col marito, rinunciò ad ogni rivendicazione sulla contea di Ginevra, nel 1302, in cambio di 4000 lire di Vienne, da parte dello zio, Amedeo II, come conferma il documento n° REG 0/0/1/1501 degli Archives de l'Abbaye de Saint-Maurice.
In una data imprecisata, Amedeo II (Amedeus Geben comes), col consenso dei figli Guglielmo e Amedeo (filii eius Guillermus et Amedeus) fece una donazione all'abbazia di Oujon (oggi un sito archeologico) a Arzier-Le Muids, come riporta il documento n° 39a del Cartulaires de la chartreuse d'Oujon et de l'abbaye de Hautcrêt.
Nel 1304, Amedeo II portò a termine la costruzione del castello di Gaillard, come conferma il documento n° REG 0/0/1/1529 degli Archives de l'Abbaye de Saint-Maurice.
Nel 1306, Amedeo II fece testamento, nominando suo erede universale il figlio primogenito, Guglielmo, mentre ai figli, Amedeo e Ugo, lasciava alcuni castelli, che dovevano essere venduti solo al conte o ai suoi eredi; nel caso Guglielmo fosse morto senza discendenza, Amedeo oppure Ugo gli sarebbero succeduti; il testamento è riportato nel documento n° REG 0/0/1/1594 degli Archives de l'Abbaye de Saint-Maurice, riporta la morte del conte Amedeo II, confermando date e luoghi.
Secondo il Fasciculus temporis della Chronique de Genève 1303 1335 delle Preuves delle Mémoires et documents publiés par la Société d'histoire et d'archeologie, Volume 9, Amedeo II morì al castello di Vuache o di Bacho il 22 maggio 1308, e fu sepolto a Montagny due giorni dopo; anche il documento n° REG 0/0/1/1619 degli Archives de l'Abbaye de Saint-Maurice, riporta la morte del conte Amedeo II, confermando date e luoghi .
Ad Amedeo II succedette il figlio primogenito, Guglielmo, come Guglielmo III, che in quello stesso mese di maggio fu omaggiato come conte di Ginevra.

## Matrimonio e discendenza
Nel 1280 circa, Amedeo II aveva sposato Agnese di Chalon ( † 1350 circa), figlia del Conte di Chalon, e signore di Salins, Giovanni d'Auxonne detto il Saggio (1190-1267), degli Anscarici, e della terza moglie, Laura di Commercy († 5. Ottobre 1275); il contratto di matrimonio fu concordato dal fratello di Agnese, Giovanni (come viene confermato dal documento n° REG 0/0/1/1215 degli Archives de l'Abbaye de Saint-Maurice), signore di Arlay, come conferma il documento n° 85 del Cartulaire de Hugues de Chalon (1220-1319).

In occasione del matrimonio di Amedeo e Agnese, i fratelli di Amedeo, Margherita, secondo il documento n° 1213 degli Archives de l'Abbaye de Saint-Maurice, rinuncia alla sua parte di eredità perché Amedeo possa dare una dote ad Agnese, e Guido, tesoriere della Collegiata di Saint-Frambourg a Senlis, secondo il documento n° REG 0/0/1/1214 degli Archives de l'Abbaye de Saint-Maurice, rinuncia alla sua parte di eredità, pur mantenendone gli usufrutti, perché Amedeo possa dare una dote ad Agnese.

Amedeo II da Agnese ebbe tre figli e due figlie: 
- Guglielmo[24] ( † 1320), conte di Ginevra[29];
- Amedeo[24] (1294 - † 1330), vescovo di Toul, come conferma la Gallia christiana, in provincias ecclesiasticas distributa, Volume 13[35];
- Ugo ( † 1365), Signore d'Anthon e di Varey e ultimo signore di Gex;
- Giovanna ( † 1303), che aveva sposato Guiscardo d'Albon;
- Maria ( † 1306), che aveva sposato Giovanni II di Châlon-Auxerre.

## Ascendenza
|                               |   |                              | Genitori             |  |  | Nonni |  |  | Bisnonni               |  |  | Trisnonni           |  |
|                               |   |                              |                      |  |  |       |  |  | Guglielmo I di Ginevra |  |  | Amedeo I di Ginevra |  |
|                               |   |                              |                      |  |  |       |  |  | Guglielmo I di Ginevra |  |  | Amedeo I di Ginevra |  |
|                               |   | Matilde di Cuiseaux          |                      |  |  |       |  |  | Guglielmo I di Ginevra |  |  |                     |  |
| Guglielmo II di Ginevra       |   |                              |                      |  |  |       |  |  | Guglielmo I di Ginevra |  |  |                     |  |
|                               |   | Beatrice di Faucigny         | Aimone I di Faucigny |  |  |       |  |  |                        |  |  |                     |  |
|                               |   | Beatrice di Faucigny         | Aimone I di Faucigny |  |  |       |  |  |                        |  |  |                     |  |
|                               |   | Beatrice di Faucigny         | Clémence de Briançon |  |  |       |  |  |                        |  |  |                     |  |
| Rodolfo di Ginevra            |   | Beatrice di Faucigny         |                      |  |  |       |  |  |                        |  |  |                     |  |
|                               |   | Alberto II de la Tour du Pin | …                    |  |  |       |  |  |                        |  |  |                     |  |
|                               |   | Alberto II de la Tour du Pin | …                    |  |  |       |  |  |                        |  |  |                     |  |
|                               |   | Alberto II de la Tour du Pin | …                    |  |  |       |  |  |                        |  |  |                     |  |
| Alice de la Tour du Pin       |   | Alberto II de la Tour du Pin |                      |  |  |       |  |  |                        |  |  |                     |  |
|                               |   | …                            | …                    |  |  |       |  |  |                        |  |  |                     |  |
|                               |   | …                            | …                    |  |  |       |  |  |                        |  |  |                     |  |
|                               |   | …                            | …                    |  |  |       |  |  |                        |  |  |                     |  |
| Amedeo II di Ginevra          |   | …                            |                      |  |  |       |  |  |                        |  |  |                     |  |
|                               | … | …                            |                      |  |  |       |  |  |                        |  |  |                     |  |
|                               | … | …                            |                      |  |  |       |  |  |                        |  |  |                     |  |
|                               | … | …                            |                      |  |  |       |  |  |                        |  |  |                     |  |
| Alberto III de la Tour du Pin | … |                              |                      |  |  |       |  |  |                        |  |  |                     |  |
|                               |   | …                            | …                    |  |  |       |  |  |                        |  |  |                     |  |
|                               |   | …                            | …                    |  |  |       |  |  |                        |  |  |                     |  |
|                               |   | …                            | …                    |  |  |       |  |  |                        |  |  |                     |  |
| Maria de la Tour du Pin       |   | …                            |                      |  |  |       |  |  |                        |  |  |                     |  |
|                               |   | …                            | …                    |  |  |       |  |  |                        |  |  |                     |  |
|                               |   | …                            | …                    |  |  |       |  |  |                        |  |  |                     |  |
|                               |   | …                            | …                    |  |  |       |  |  |                        |  |  |                     |  |
| Stefano III d'Auxonne         |   | …                            |                      |  |  |       |  |  |                        |  |  |                     |  |
|                               |   | …                            | …                    |  |  |       |  |  |                        |  |  |                     |  |
|                               |   | …                            | …                    |  |  |       |  |  |                        |  |  |                     |  |
|                               |   | …                            | …                    |  |  |       |  |  |                        |  |  |                     |  |
|                               |   | …                            |                      |  |  |       |  |  |                        |  |  |                     |  |

### Fonti primarie
- (FR)  Cartulaire de Hugues de Chalon (1220-1319).
- (LA)  (FR)  Archives historiques de l'Abbaye de Saint-Maurice.
- (LA)  Peter der Zweite, Graf von Savoyen, Markgraf in Italien, Volume 4.
- (LA)  Cartulaires de la chartreuse d'Oujon et de l'abbaye de Hautcrêt.
- (LA)  Gallia christiana, in provincias ecclesiasticas distributa, Volume 13.
- (LA, FR)  #ES Mémoires et documents, Volume 4, Preuves.
- (LA, FR)  #ES Mémoires et documents, Volume 7, Preuves.
- (LA, FR)  #ES Mémoires et documents, Volume 9.

### Letteratura storiografica
- (FR)  Le Grand dictionnaire historique, Volume 5.
- (FR)  Armorial genevois.
- (FR)  Paul Lullin, Charles Le Fort, Régeste genevois: Répertoire chronologique et analytique des documents imprimés relatifs à l'histoire de la ville et du diocèse de Genève avant l'année 1312, Société d'histoire et d'archéologie de Genève, 1866.